# Klucz barytonowy

Pięciolinia z kluczem barytonowym, wskazującym f

Klucz barytonowy jest kluczem typu F. Współcześnie klucz barytonowy nie jest stosowany.
Klucz barytonowy rozpoczyna się ślimakiem od trzeciej linii, przypisując położenie dźwięku f.